# 잭 겔버
잭 겔버(Jack Gelber, 1932년 4월 12일 ~ 2003년 5월 9일)은 미국의 극작가다.
1950~1960년대 오프 브로드웨이가 배출한 가장 영향력 있는 극작가의 한 사람으로, 일리노이 대학을 졸업한 뒤 첫 희곡 <코넥션>(1959)이 '리빙 시어터'에 의해 공연됨으로써 작가와 극단이 다같이 유명해졌다. 약을 기다리는 마약환자 집단에 대한 이야기인데 그 주제의 부조리성과 디테일에 있어 무지비할 정도의 자연주의 스타일로 관객에게 대단한 충격을 주었다. <사과>(1961)는 좌절과 폭력으로 물든 혼란되고 부조리한 세상을 그렸으며, <겉으로는 스퀘어(Square)>(1965)는 화가가 되고 싶은 학교 선생의 좌절을 다루고 있다.
2003년 5월 9일 뉴욕 맨해튼에서 71세를 일기로 숨졌다.

## 참고 문헌
- 이 문서에는 다음커뮤니케이션(현 카카오)에서 GFDL 또는 CC-SA 라이선스로 배포한 글로벌 세계대백과사전의 내용을 기초로 작성된 글이 포함되어 있습니다.